# Oneida County (Idaho)
Oneida County ist ein County im Bundesstaat Idaho der Vereinigten Staaten. Der Verwaltungssitz (County Seat) ist Malad City.

## Geographie
Das County liegt im Südwesten von Idaho, grenzt im Süden an Utah und hat eine Fläche von 3112 Quadratkilometern, wovon drei Quadratkilometer Wasserfläche sind. Es grenzt im Uhrzeigersinn an folgende Countys: Power County, Bannock County, Franklin County und Cassia County.

## Geschichte
Oneida County wurde am 22. Januar 1864 als Original-County gebildet. Benannt wurde es nach dem Oneida Lake in New York.
7 Bauwerke und Stätten des Countys sind im National Register of Historic Places eingetragen.

## Demografische Daten

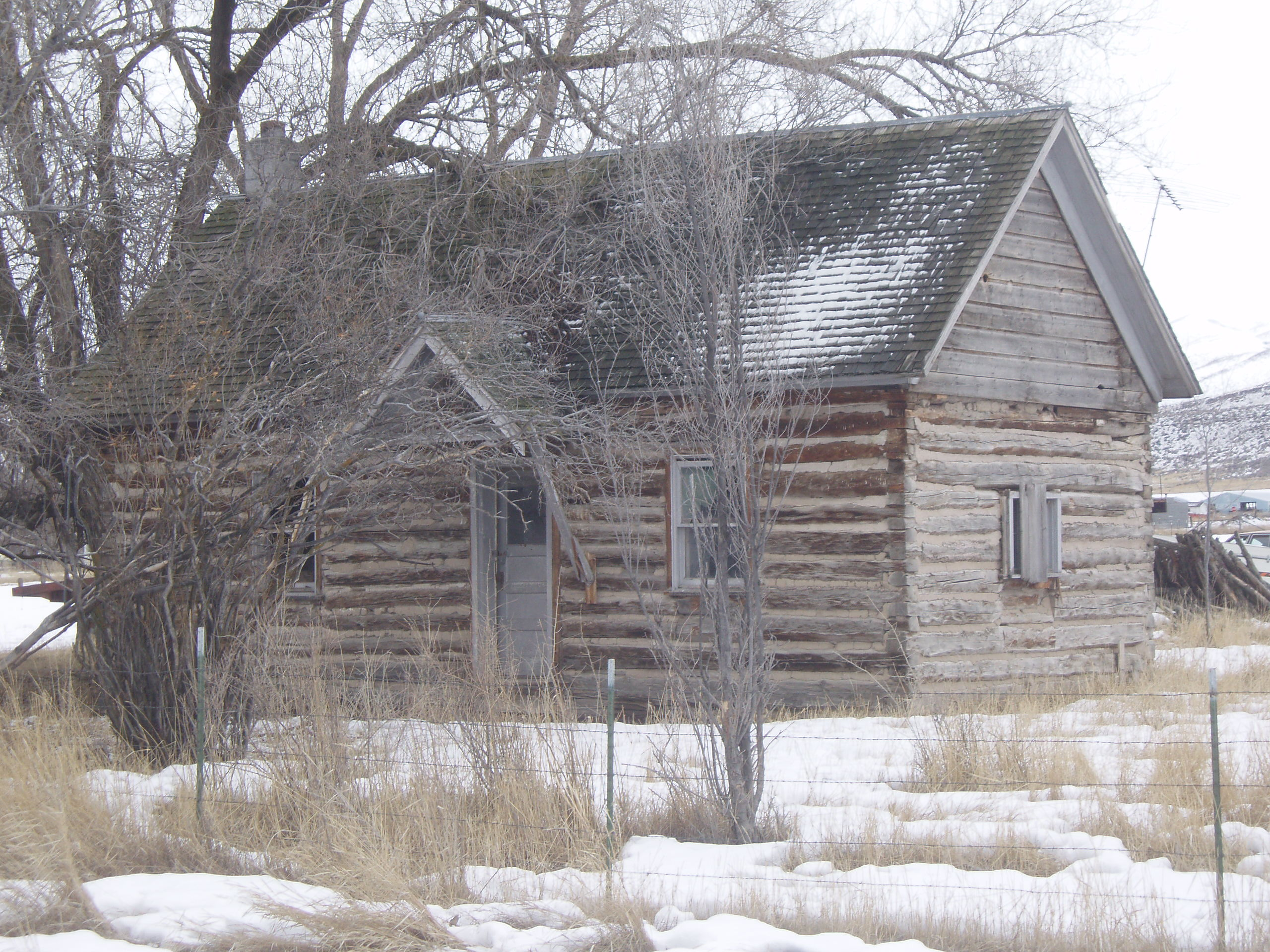
Der Samaria Idaho Historic District, gelistet im NRHP

Nach der Volkszählung im Jahr 2000 lebten im Oneida County 4125 Menschen. Davon wohnten 46 Personen in Sammelunterkünften, die anderen Einwohner lebten in 1430 Haushalten und 1092 Familien. Die Bevölkerungsdichte betrug 1 Person je Quadratkilometer. Ethnisch betrachtet setzte sich die Bevölkerung zusammen aus 97,5 Prozent Weißen, 0,1 Prozent Afroamerikanern, 0,3 Prozent amerikanischen Ureinwohnern, 0,2 Prozent Asiaten, 0,1 Prozent Bewohnern aus dem pazifischen Inselraum und 1,4 Prozent aus anderen ethnischen Gruppen; 0,5 Prozent stammen von zwei oder mehr Ethnien ab. 2,3 Prozent der Bevölkerung waren spanischer oder lateinamerikanischer Abstammung.
Von den 1430 Haushalten hatten 38,4 Prozent Kinder unter 18 Jahren, die bei ihnen lebten. 68,5 Prozent davon waren verheiratete, zusammenlebende Paare. 4,5 Prozent waren allein erziehende Mütter und 23,6 Prozent waren keine Familien. 22,5 Prozent waren Singlehaushalte und in 11,9 Prozent lebten Menschen mit 65 Jahren oder älter. Die Durchschnittshaushaltsgröße betrug 2,85 und die durchschnittliche Familiengröße war 3,35 Personen.
32,0 Prozent der Bevölkerung waren unter 18 Jahre alt, 7,7 Prozent zwischen 18 und 24 Jahre, 23,1 Prozent zwischen 25 und 44 Jahre, 21,4 Prozent zwischen 45 und 64 Jahre. 15,9 Prozent waren 65 Jahre oder älter. Das Durchschnittsalter betrug 36 Jahre. Auf 100 weibliche Personen kamen 103,1 männliche Personen. Auf 100 Frauen im Alter ab 18 Jahren kamen 100,4 Männer.
Das jährliche Durchschnittseinkommen der Haushalte betrug 34.309 US-Dollar, das Durchschnittseinkommen der Familien 38.341 USD. Männer hatten ein Durchschnittseinkommen von 29.730 USD, Frauen 19.808 USD. Das Prokopfeinkommen betrug 13.829 USD. 6,70 Prozent der Familien und 10,80 Prozent der Einwohner lebten unterhalb der Armutsgrenze.

## Orte im County
- Black Pine
- Buist
- Cedarhill
- Cherry Creek
- Dairy Creek
- Daniels
- Gwenford
- Holbrook
- Holbrook Summit
- Ireland Springs
- Juniper
- Malad City
- Pleasantview
- Ridgedale
- Roy Summit
- Saint Johns
- Samaria
- Stone
- Woodruff